# ماساهیرو کورانوکی
ماساهیرو کورانوکی (انگلیسی: Masahiro Kuranuki؛ زادهٔ ۲۰ دسامبر ۱۹۸۲) بازیگر اهل ژاپن است.